# محمد بوقيس
محمد سالم بوقيس (1 يناير 1961

) تربوي ورجل دين وسياسي بحريني.

## السيرة
ولد بوقيس في العاصمة المنامة في 1 يناير 1961. حصل على شهادة من الجامعة الإسلامية بالمدينة المنورة بالمملكة العربية السعودية.
عمل في وزارة الدولة للشئون القانونية عام 1973. ثم عمل ضابط جمارك بميناء سلمان من 1976 إلى 1991. ثم عمل مدرسا للتربية الإسلامية بالمرحلة الثانوية بوزارة التربية والتعليم من 1997 وحتى الآن.
في انتخابات مجلس النواب لعام 2002 خسر مقعد الدائرة التاسعة في محافظة الشمالية بعدما حصل على ما نسبته 15.10%. وفي انتخابات عام 2011 فاز بمقعد الدائرة الثامنة في محافظة الشمالية من جولة الإعادة بعدما جمع 2999 صوت ما نسبته 55.30%. وفي انتخابات عام 2014 خسر مقعد الدائرة الحادية عشرة بعدما جمع 582 صوت ما نسبته 11.59%.